# Secuieni (gmina w okręgu Neamț)
Secuieni – gmina w Rumunii, w okręgu Neamț. Obejmuje miejscowości Bașta, Bârjoveni, Bogzești, Butnărești, Giulești, Prăjești, Secuienii Noi, Secuieni i Uncești. W 2011 roku liczyła 2967 mieszkańców.